# اتاق بازرگانی

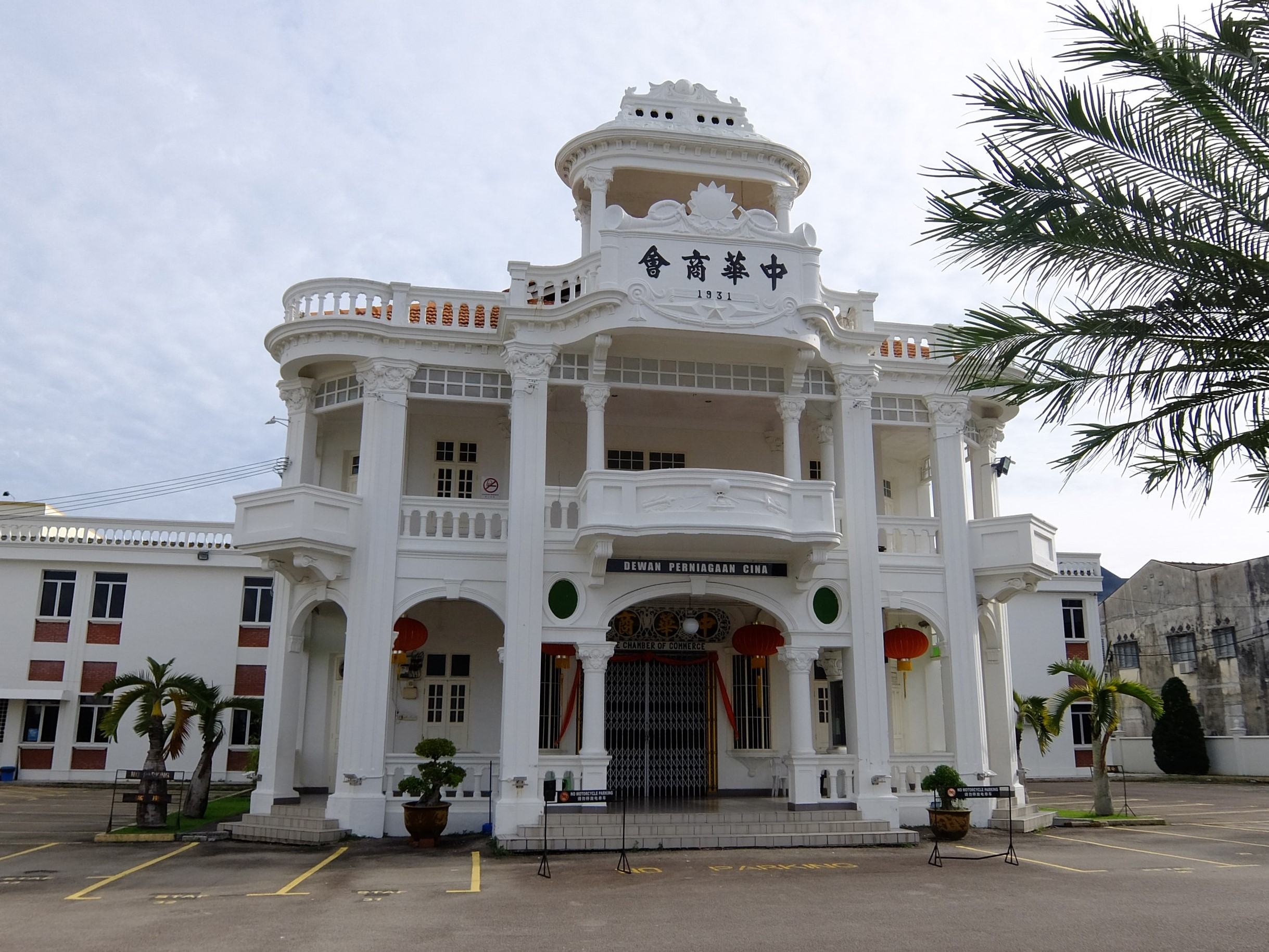
اتاق بازرگانی

اتاق بازرگانی، انجمن یا سازمانی غیردولتی است که در آن بازرگانان و صاحبان کسب‌وکارهای عمده برای هماهنگی فعالیت‌های خود و چانه‌زنی با نهادهای حکومتی جهت تأمین منافع‌شان تلاش می‌کنند.صاحبان بنگاه‌های اقتصادی در مناطق مختلف این انجمن‌های منطقه‌ای را تشکیل می‌دهند تا از جامعه تجاری خود پشتیبانی کنند. در اتاق بازرگانی هر منطقه، کسب‌وکارهای آن منطقه عضو بوده و هیئت‌مدیره یا شورای اجرایی اتاق بازرگانی را به منظور تعیین خط‌مشی آن انتخاب می‌کنند، سپس هیئت مدیره یا شورا نیز به نوبه خود یک رئیس و کارکنان مورد نیاز سازمان را برای اداره آن تعیین می‌کند. اتاق‌های بازرگانی به عنوان سخنگویان و نمایندگان کسب‌وکارهای یک منطقه عمل می‌کنند.

## وظایف و اختیارات
طبق ماده ۵، وظایف و اختیارات اتاق بازرگانی ایران عبارت است از:
- ایجاد هماهنگی و همکاری بین بازرگانان و صاحبان صنایع و معادن و کشاورزی در اجرای قوانین مربوطه و مقررات جاری مملکتی
- ارائه نظر مشورتی در مورد مسائل اقتصادی کشور اعم از بازرگانی، صنعتی و معدنی و مانند آن به قوای سه‌گانه
- همکاری با دستگاه‌های اجرایی و سایر مراجع ذی‌ربط به منظور اجرای قوانین و مقررات مربوط به اتاق
- ارتباط با اتاق سایر کشورها و تشکیل اتاق‌های مشترک و کمیته‌های مشترک با آن‌ها بر اساس سیاست‌های کلی نظام جمهوری اسلامی ایران
- تشکیل نمایشگاه‌های تخصصی و بازرگانی داخلی و خارجی با کسب مجوز از وزارت بازرگانی و شرکت در سمینارها و کنفرانس‌های مربوط به فعالیت‌های بازرگانی، صنعتی، معدنی و کشاورز اتاق در چارچوب سیاست‌های نظام جمهوری اسلامی ایران
- کوشش در راه شناسایی بازار کالاهای صادراتی ایران در خارج از کشور و تشویق و کمک به مؤسسه‌های مربوطه جهت شرکت در نمایشگاه‌های بازرگانی داخلی و خارجی
- تشویق و ترغیب سرمایه‌گذاری داخلی در امور تولیدی بالاخص تولید کالاهای صادراتی که دارای مزیت نسبی باشند.
- تلاش در جهت بررسی و حکمیت در مورد مسائل بازرگانی داخلی و خارجی اعضاء و سایر متقاضیان از طریق تشکیل مرکز داوری اتاق ایران طبق اساسنامه‌ای که توسط دستگاه قضایی تهیه و به تصویب مجلس شورای اسلامی خواهد رسید.
- ایجاد و اداره مرکز آمار و اطلاعات اقتصادی به منظور انجام وظایف و فعالیت‌های اتاق
- صدور کارت عضویت طبق آئین‌نامه اتاق ایران جهت تکمیل مدارک صدور کارت بازرگانی
- تشکیل اتحادیه‌های صادراتی و وارداتی و سندیکاهای تولیدی در زمینه فعالیت‌های بازرگانی، صنعتی، معدنی و خدماتی طبق مقررات مربوط
- دائر کردن دوره‌های کاربردی در رشته‌های مختلف بازرگانی، صنعتی، معدنی و خدماتی متناسب با نیازهای کشور
- تهیه، صدور- تفریغ و تأیید اسنادی که طبق مقررات بین‌المللی بعهده اتاق ایران است با هماهنگی وزارت بازرگانی
- تشکیل اتاق‌های مشترک با کشورهای دوست با هماهنگی وزارت بازرگانی و امور خارجه

## ارکان اتاق ایران
- ماده ۶: ارکان اتاق ایران عبارت است از:

1. شورای عالی نظارت
2. هیئت نمایندگان
3. هیئت رئیسه[۳]

- ماده ۷: ارکان اتاق شهرستان‌ها عبارت است از:

1. هیئت نمایندگان
2. هیئت رئیسه

- ماده ۸: شورای عالی نظارت بر اتاق ایران از اشخاص زیر تشکیل می‌شود:
  - وزرای صمت، امور اقتصادی و دارایی، جهاد کشاورزی، رئیس سازمان ملی استاندارد و رئیس و دو نایب‌رئیس اتاق ایران
  - ریاست شورای عالی نظارت با وزیر صمت است.[۴]
- ماده ۹: وظایف شورای‌عالی نظارت عبارت است از:

1. بررسی و تصویب آئین‌نامه مربوط به نحوه عضویت در هر یک از اتاق‌ها و تعیین حدود آن به پیشنهاد هیئت رئیسه
2. سیاست‌گذاری و تعیین خط‌مشی‌های کلی اتاق‌ها و نظارت عالی بر اجرای صحیح آن‌ها در قالب قوانین و مقررات مربوطه
3. رسیدگی به پیشنهادها و شکایت‌های اتاق‌ها در خصوص کیفیت فعالیت و نحوه بهبود امور آن‌ها[۵]